# Parcer

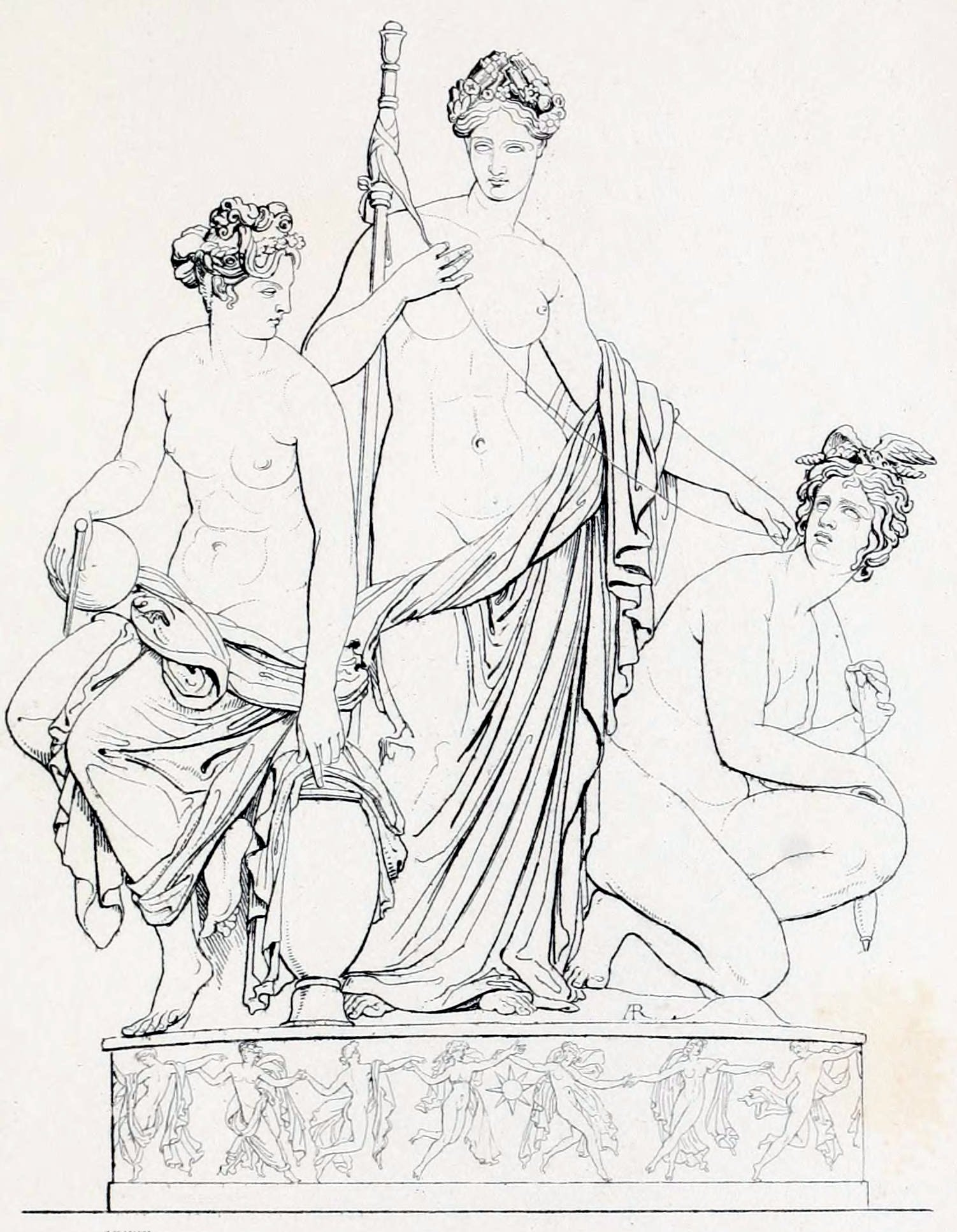
Parcerna med livets tråd. Skulptur av Jean Baptiste Joseph Debay d.ä.

Parcer (latin parcæ), är i romersk mytologi ödets gudinnor som bestämmer alla människors öden och väver livets väv för varje människa från födseln till döden. Deras beslut är oföränderligt och kan inte påverkas ens av gudarna. 
De motsvarar den grekiska mytologins moirer. Liksom grekerna ursprungligen kände endast en Moira, tycks även romarna först ha haft endast en Parca, som huvudsakligen uppfattades såsom födelsegudinna. Vid hennes sida stod två andra kvinnliga gudaväsen, Nona (spann livets tråd) och Decuma (mätte livets tråd), vilkas namn betecknar de månader (den nionde och tionde), under vilka barnsbörden brukar inträffa. I den mån grekiska religionsföreställningar trängde in, ersattes Parca av en Morta (dödsgudinna som klippte av livets tråd), varvid även ljudlikheten med grekiska moira och moros torde ha medverkat. Parcæ blev sedan den gemensamma benämningen för alla tre gudinnorna, vilka av latinska skalder tecknas i fullkomlig överensstämmelse med de grekiska motbilderna.